# Regierung Jozef Lenárt
Die tschechoslowakische Regierung Jozef Lenárt, geführt durch den Ministerpräsidenten Jozef Lenárt, war im Amt vom 20. September 1963 bis 8. April 1968. Sie folgte der Regierung Viliam Široký III und wurde ersetzt durch die Regierung Oldřich Černík I.

## Regierungsbildung, Programm
Nach der erweiterten Plenarsitzung des Zentralkomitees der Kommunistischen Partei der Tschechoslowakei vom Ende Mai 1963, auf der die wachsenden ökonomischen Probleme des Landes kritisiert wurden, sollte eine Regierungsänderung die Wirtschaft mit neuen Konzepten leiten. Zum Premier wurde Jozef Lenárt vorgeschlagen, der am 20. September 1963 nach zehn Jahren den Regierungschef Viliam Široký ablöste.
Weitere Forderungen nach neuen Methoden wurden vom ZK der Partei am 3. November 1965 diskutiert, am 10. November hat der erste Parteisekretär und Präsident Antonín Novotný weitere Umbildung verfügt und durchgesetzt. Als zentrale Aufgabe der neuen Regierung galt eine Rationalisierung und effizientere Steuerung der Wirtschaft. Das Zentralkomitee verwendete zum ersten Mal Begriffe wie „neues System der Lenkung“. Diese Bemühungen brachten trotz vieler Umbildungen keine Erfolge (in der Zeit 1964–1967 wurden 15 Ministerien neu besetzt beziehungsweise neu organisiert), und die Partei und Regierung wurden zunehmend  mit der fortschreitenden Liberalisierung der Gesellschaft konfrontiert, die in dem sogenannten Prager Frühling von 1968 gipfelte.

## Regierungszusammensetzung
Die folgenden Minister befanden sich die gesamte reguläre Amtsperiode über im Amt (20. September 1963 bis 8. April 1968), wenn nicht anders angegeben.
- Ministerpräsident: Jozef Lenárt (20.9.1963–8.4.1968)
- stellvertretender Ministerpräsident:
  - Oldřich Černík (20.9.1963–8.4.1968)
  - František Krajčír (20.9.1963–8.4.1968)
  - Jan Piller (20.9.1963–10.11.1965)
  - Otakar Šimůnek (20.9.1963–8.4.1968)
  - Josef Krejčí (10.11.1965–8.4.1968)
- Außenminister: Václav David (20.9.1963–8.4.1968)
- Verteidigungsminister: Bohumír Lomský (20.9.1963–8.4.1968)
- Innenminister:
  - Lubomír Štrougal  (20.9.1963–23.4.1965)
  - Josef Kudrna (23.4.1965–15.3.1968)
- Verkehrsminister: Alois Indra (20.9.1963–8.4.1968)
- Finanzminister:
  - Richard Dvořák (20.9.1963–20.1.1967)
  - Bohumil Sucharda (20.1.1967–8.4.1968)
- Minister für Metallurgie und Bergbau (ab 10.11.1965: Bergbau):
  - Josef Krejčí (20.9.1963–10.11.1965)
  - František Penc (10.11.1965–8.4.1968)
- Minister für chemische Industrie:
  - Jozef Púčik  (20.9.1963–10.11.1965)
  - Václav Valeš (10.11.1965–8.4.1968)
- Minister für Brennstoffe: Josef Odvárka  (20.9.1963–10.11.1965, aufgelöst)
- Minister für Lebensmittelindustrie: Vratislav Krutina (20.9.1963–20.1.1967)
- Ministerin für die Verbrauchsindustrie: Božena Machačová-Dostálová (20.9.1963–8.4.1968)
- Justizminister: Alois Neuman (20.9.1963–8.4.1968)
- Bildungs- und Kultusminister (ab 20.1.1967: Bildung):
  - Čestmír Císař (20.9.1963–10.11.1965)
  - Jiří Hájek (10.11.1965–8.4.1968)
- Minister für Kultur und Informationen: Karel Hoffmann (20.1.1967–8.4.1968)
- Minister für schweren Maschinenbau (ab 10.11.1965: Schwerindustrie):
  - Josef Pešl (20.9.1963–9.11.1965)
  - Josef Krejčí  (10.11.1965–8.4.1968)
- Minister für allgemeinen Maschinenbau (10.11.1965 aufgelöst): Karel Poláček (20.9.1963–10.11.1965)
- Bauminister: Samuel Takáč (20.9.1963–8.4.1968)
- Binnenhandelsminister: Jindřich Uher (20.9.1963–8.4.1968)
- Außenhandelsminister: František Hamouz (20.9.1963–8.4.1968)
- Gesundheitsminister: Josef Plojhar (20.9.1963–8.4.1968)
- Minister für Land-, Forst- und Wasserwirtschaft (ab 10.11.1965: Land- und Forstwirtschaft, ab 11.4.1967: Landwirtschaft und Ernährung; ab 20.1.1967 daneben neu errichtet: Forst- und Wasserwirtschaft):
  - Jiří Burian  (20.9.1963–22.4.1967)
  - Karel Mestek (22.4.1967–8.4.1968)
  - Josef Smrkovský (20.1.1967–8.4.1968)
- Minister ohne Geschäftsbereich: Ján Marko (10.11.1965–8.4.1968)
- Vorsitzender des Slowakischen Nationalrates (im Ministerrang): Michal Chudík (20.9.1963–10.11.1965)
- stellvertretender Vorsitzender des Slowakischen Nationalrates (im Ministerrang): František Barbírek (20.4.1966–8.4.1968)
- Vorsitzender der Slowakischen Planungskommission (im Ministerrang): Vincenc Krahulec (20.9.1963–2.3.1966)
- Vorsitzender der Zentralen Kommission der Volkskontrolle und Statistik (im Ministerrang): Pavol Majling (20.9.1963–20.1.1967)
- Vorsitzender des Staatlichen Kommission für die Entwicklung und Koordinierung der Wissenschaft und Technik (ab 10.11.1965: Staatliche Kommission für Technik) (im Ministerrang): František Vlasák (20.9.1963–8.4.1968)
- Vorsitzender der Staatlichen Kommission für das Finanzwesen und die Löhne (im Ministerrang): Bohumil Sucharda (10.11.1965–20.1.1967)
- Vorsitzender der Zentralen Verwaltung der Wasserwirtschaft (im Ministerrang): Josef Smrkovský (10.11.1965–20.1.1967)
- Leiter der Zentralen Verwaltung der Energetik (im Ministerrang): Josef Korčák (20.9.1963–8.4.1968)

### Parteizugehörigkeit
Die Regierung wurde gebildet aus der Einheitsliste der Nationalen Front, die aus der dominierenden Kommunistischen Partei sowie aus Blockparteien bestand.